# Separator instrukcji
Separator instrukcji, to  element składni w określonym języku programowania, rozdzielający w kodzie źródłowym dwie kolejne, następujące po sobie instrukcje.

## Rola separatora instrukcji
Separator instrukcji w kodzie źródłowym pełni więc rolę ogranicznika rozdzielając w tekście dwie kolejne jednostki – zdania języka programowania. Użycie takiego elementu jest niezbędne, w celu umożliwienia podziału tekstu kodu źródłowego na konkretne, ustalone w składni danego języka, części – zdania, mające określone znaczenie (interpretację) w danym języku. Obrazowo, w uproszczeniu, można więc separator instrukcji porównać do znaku interpunkcyjnego, przecinka, w języku naturalnym.
Oprócz swej podstawowej funkcji, separator instrukcji może pełnić równocześnie rolę separatora jednostek leksykalnych lub ogranicznika bloków.

## Separator a terminator
W językach programowania, w zależności od przyjętej konwencji, stosuje się oprócz separatorów, także terminatory instrukcji. Te ostatnie, w odróżnieniu od separatorów, muszą kończyć każdą instrukcję, także ostatnią instrukcję w ciągu instrukcji zawartych w danym bloku. Różnicę pomiędzy separatorem a terminatorem obrazuje poniższy przykład:
| Język Pascal – separator instrukcji                                 | Język C – terminator instrukcji                               |
| ------------------------------------------------------------------- | ------------------------------------------------------------- |
| begin if a<0 then write('ujemna') else write('nieujemna'); a:=0 end | { if (a<0) printf("ujemna"); else printf("nieujemna"); a=0; } |

W powyższym porównaniu widać separator (język Pascal) i terminator (język C), w tym konkretnym przypadku zapisywany jest za pomocą tego samego symbolu: średnik ";". W przypadku separatora nie ma konieczności stosowania go po instrukcji przed słowem else oraz przed słowem end, po ostatniej instrukcji ciągu instrukcji bloku begin … end. Natomiast w języku C, w którym stosuje się terminator instrukcji wymagane jest użycie terminatora także po instrukcji przed słowem else i przed ogranicznikiem kończącym blok "}". Należy podkreślić, że użycie separatora po instrukcji wywołania procedury write, przed frazą else instrukcji warunkowej, zostałoby zasygnalizowane jako błąd. Użycie takiego separatora przed słowem end w zasadzie nie spowodowałoby wykazania błędu i może być traktowane jako wstawienie instrukcji pustej.

## Separatory w językach programowania
| język programowania | separatory                   | przykłady                   |
| ------------------- | ---------------------------- | --------------------------- |
| Pascal              | ; {średnik}                  | begin a:=0; b:=1 end; c:=2; |
| Snobol              | - nowa linia - ; (średnik)   |                             |
| Visual Basic        | - nowa linia - : ' dwukropek | A=0 B=1 : C=2               |